# Première Ligue de soccer du Québec
A Première Ligue de soccer du Québec (PLSQ), (em português:  Primeira Liga de Futebol do Quebeque; abreviação oficial: PLSQ), é uma liga de futebol semiprofissional criada em 2012 e organizada pela Federação Quebequense de Futebol, o terceiro nível da Pirâmide do Futebol Canadense.  A Associação Canadense de Futebol concede as organizações provinciais de futebol o direito sancionar suas próprias ligas regionais no nível 3. A divisão masculina está abaixo da Canadian Premier League (CPL) (Divisão I) e igual à League1 Ontario (L1O) (Divisão III). A divisão de mulheres da PLSQ está por trás da National Women's Soccer League (NWSL). O comissário da liga é Kambiz Ebadi.

## História
Antes da Segunda Guerra Mundial, os melhores clubes em Quebec disputavam um campeonato provincial com o seu vencedor enfrentando a melhor equipe de Ontário para o título da "National League". Todos os jogadores não eram amadores; em 1934, por exemplo, 27 profissionais foram identificados em Quebec. A guerra acabou com o desenvolvimento da liga semi-profissional de futebol de Quebec.
A imigração em massa de jogadores de qualidade e líderes ambiciosos nos anos 50 permitiu que o Quebeque tivesse muitas equipas semi-profissionais, e até alguns clubes profissionais   até o início dos anos 1960. Desentendimentos organizacionais e competitivos, incluindo rivalidades insalubres, aliados à desaceleração da imigração, reduziram o número de jovens talentosos locais que substituíram seus antecessores.
A partir de 1986, Quebec teve a liga semi-profissional National Soccer League Quebec (LNSQ). No entanto, naquela época o grupo de jogadores não era grande o suficiente para permitir que o LNSQ para sobreviver ao lado de uma equipe profissional. A chegada do Montreal Supra, com todos os melhores jogadores e um perfil de mídia muito maior, foi fatal para a jovem liga que perdeu seu esplendor.
Em 2011, há 200.000 jogadores, 300 clubes, 25.000 treinadores, 7.000 funcionários e 50.000 voluntários: o futebol é de longe o esporte mais praticado em Quebec e está experimentando uma popularidade incomparável em toda a província.
Desde 2012, o Quebec possui um clube na Major League Soccer (MLS), o Montreal Impact. 

## Formato
Sete equipes jogam uma temporada de 18 jogos. O vencedor recebe o campeonato da temporada regular. No final do ano, há uma Copa da Liga, onde as seis primeiras equipes participam, separando as equipes em dois grupos de três, com a equipe de ponta em cada grupo chegando à final. A final é jogada em um local neutro.
Cada equipe tem um mínimo de nove jogadores pagos e está sujeita a um teto salarial..